# Kalsdorf bei Graz
Kalsdorf bei Graz – gmina targowa w Austrii, w kraju związkowym Styria, w powiecie Graz-Umgebung. Według Austriackiego Urzędu Statystycznego liczyła 6182 mieszkańców (1 stycznia 2015).